# Креслярський шрифт
Креслярський шрифт — рукописний і комп'ютерний шрифт, який застосовується для оформлення креслень і інших технічних документів. Шрифт стандартизований, його описує міжнародний стандарт ISO 3098 і такі національні стандарти, як ГОСТ 2.304-81 і DIN 6776-1. Написи креслярським шрифтом можуть виконуватися від руки з використанням прямокутної або похилій сітки, можуть використовуватися трафарети й сухого перенесення, а також комп'ютерний набір.
Згідно з вимогами системи стандартів ЄСКД всі написи на кресленнях повинні бути виконані креслярським шрифтом за ГОСТ 2.304-81 а в текстових документах креслярський шрифт повинен використовуватися при рукописному способі виконання.
Стандарт встановлює висоту і ширину символів, товщину лінії, відстані між символами, рядками та словами.
ISO 3098 і ГОСТ 2.304-81 визначає написання для латинського, кириличного і грецького алфавітів, арабських і римських цифр.

## Історія

Шрифт «рондо» Зоннекена

До 1840-х рр. написи на кресленнях в Росії виконувалися тими ж почерками, що і звичайні документи, з рідкісним застосуванням букв гражданського друку. Після цього на кресленнях з'являються художні шрифти (готичні, слов'янські, курсиви та ін.), які в 1870-і рр. багато в чому змінила розроблена Фрідріхом Зоннекеном модифікація старовинного французького шрифта «рондо» (Rundschrift). Зі збільшенням виробництва креслень і поширенням світлокопіювання, синьок розкрилися недоліки шрифту рондо: він був важкий для виконання, а його тонкі елементи в дрібному кеглі зникали на копіях.

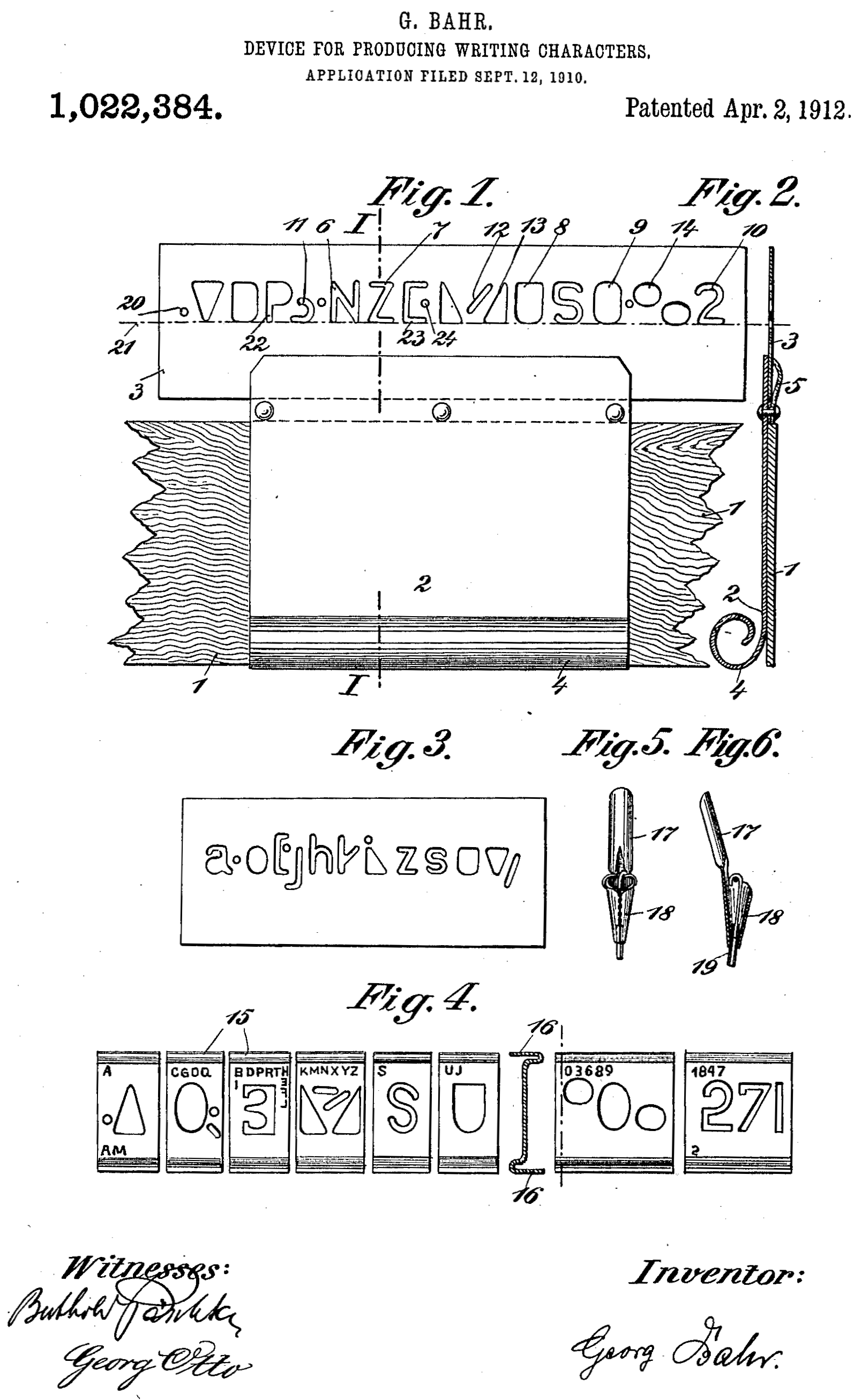
Патент на один з перших шрифтових трафаретів, 1912

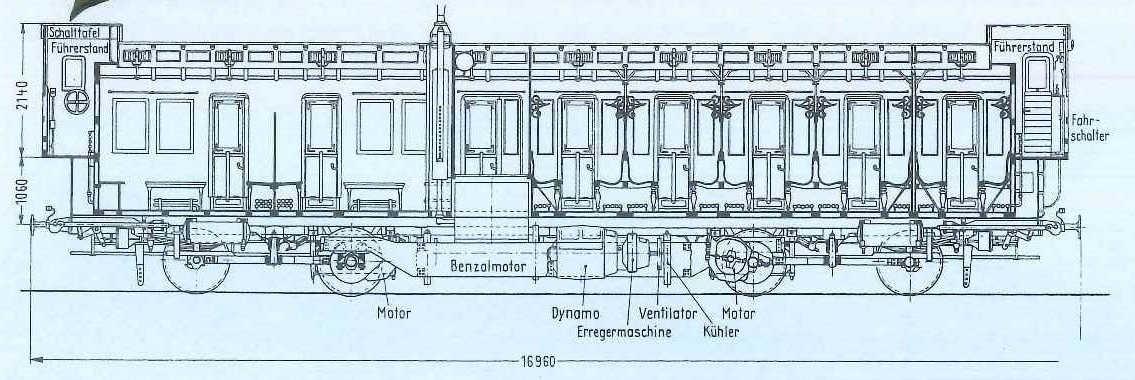
Креслення дизельного локомотива KPEV VT 1, виконане в 1910-і рр. шрифтом IV 44

Ще в 1895 році американець Чарльз Рейнхардт запропонував використовувати для робочих креслень максимально простий і практичний шрифт з однаковою товщиною штрихів. У 1900-і рр. стали з'являтися целулоїдні шрифтові трафарети, які дозволили легко писати на кресленнях букви та цифри, що відповідають вимогам простоти та мінімальної контрастності (малого контрасту), а Прусські залізниці прийняли стандарт Musterzeichnung IV 44 на шрифти для написів на вагонах, схемах і кресленнях, а незабаром також і вивісок на станціях. У 1919 році на основі залізничного стандарту заснований двома роками раніше Комітет зі стандартизації німецької промисловості встановив перші у світі стандарти DI-Norm (DIN) 16 для нахильного і DIN 17 для прямого креслярських шрифтів.
У 1928 році Комітет зі стандартизації при Раді праці та оборони СРСР оприлюднив розроблений роком раніше Комісією з нормалізації креслень при ВРНГ загальносоюзний стандарт (ОСТ) № 353 з нахильним (75°) «нормальним» креслярським шрифтом, який мав рекомендаційний характер і спочатку не отримав широкого поширення. Після введення в шрифт «круглих» малих літер він був в 1934 затверджений ОСТ ВКС 7535 в якості обов'язкового для всіх креслень в машинобудуванні та попри внесення незначних змін в 1941 (ОСТ 7535-39), 1946 (ГОСТ 3554-46), 1953 (ГОСТ 3554-52) і 1959 (ГОСТ 3554-59) роках проіснував майже в початковому вигляді до введення ЄСКД в 1968 році.

## Стандарти
Міжнародний стандарт ISO 3098 складається з шести частин під загальним найменуванням «Документація технічна на продукцію. Шрифт для написів і позначень»:
1. ISO 3098-1 2015 Загальні вимоги
2. ISO 3098-2 2000 Латинська абетка, цифри та знаки
3. ISO 3098-3 2000 Грецька абетка
4. ISO 3098-4 2000 Діакритичні та спеціальні знаки для латинської абетки
5. ISO 3098-5: 1997 Шрифт з букв латинського алфавіту, цифр та знаків для систем автоматизованого проєктування
6. ISO 3098-6 2000 Кирилиця

Вхідний в Єдину систему конструкторської документації (ЕСКД) міждержавний стандарт ГОСТ 2.304-81 Шрифти креслярські введений в 1982 році, повністю відповідає стандартам Ради економічної взаємодопомоги СТ РЕВ 851-78-СТ РЕВ 855-78 і замінює передувальний стандарт ГОСТ 2.304-68.
Стандарт Німецького інституту стандартизації DIN 6776-1 "Креслення технічні. Написи, шрифтові знаки "відповідає стандартові ISO 3098.

## Розміри

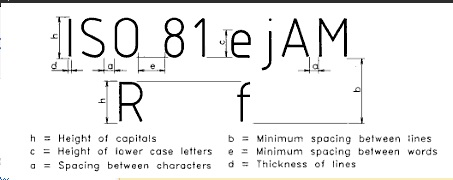
Розміри шрифту: висота прописних (h) і малих (c) букв, ширина літери g, товщина лінії d

### Висота шрифту
Розміром шрифту називається висота прописних (великих) букв в міліметрах. Розмір (висота) шрифту позначається буквою h.
Стандарт встановлює наступні розміри шрифту: 1,8; 2,5; 3,5; 5; 7; 10; 14; 20; 28; 40 (кожен наступний розмір більше попереднього приблизного в {\displaystyle {\sqrt {2}}} раз). Розмір 1,8 не пораджений, але допускається. Розміри 1,8 і 2,5 не допускаються, якщо креслення виконується олівцем. Для стандартного креслення кращими є розміри 3,5; 5 і 7. Висота малих букв дорівнює попередньому розмірові шрифту. Так, якщо розмір шрифту — 10, то висота великих букв — 10 мм, а висота малих -7.

### Виносні елементи
Термін «висота шрифту» не враховує верхніх і нижніх виносних елементів символів, які виконуються коштом проміжків між рядками. У кирилиці виносні елементи мають великі букви Д, Й, Ц, Щ і малі букви (буква Ё в ГОСТ 2.304-81 не згадується).

### Товщина лінії шрифту
Товщина лінії шрифту позначається буквою d.
Існують два типи шрифтів — тип А, у якого товщина лінії в 14 разів менше його розміру (d = 1/14 h) і тип Б (в ISO 3098 позначається латинською «B»), у якого товщина лінії в 10 разів менше його розміру (d = 1/10 h). Оскільки ширина шрифту прямо пропорційна товщині лінії, шрифт А вужчий, ніж Б.

### Ширина шрифту
Креслярський шрифт є пропорційним (на відміну від моноширинного), тобто різні літери у нього можуть мати різну ширину.
Ширина шрифту позначається буквою g і є прямо пропорційною величиною d. Найширша буква шрифту — Щ (g = 9d). Найвужчі букви шрифту — з, с (g = 4d).
Ширина всіх російських букв приведена в таблиці.
| Ширина | Літера                                                               |
| ------ | -------------------------------------------------------------------- |
| 9d     | Щ                                                                    |
| 8d     | Ж, Ф, Ш, видання, И                                                  |
| 7d     | Д, М, Х, Ю, ж, т, ф, ш, щ, и, ю                                      |
| 6d     | Б, В, Е, І, К, Л, Н, О, П, Р, Т, У, Ч, Е, Я, а, м, ц, ь              |
| 5d     | Г, З, З, А, б, в, г, д, е, і, й, до, л, н, о, п, р, у, х, ч, ь, е, я |
| 4d     | з, з                                                                 |

### Відстані
Відстані між буквами і цифрами роблять удвічі більше товщини лінії, тобто рівними 2d. Відстані між словами і числами роблять такими, щоб в них могла поміститися буква O, тобто рівними 6d. Відстані між нижніми межами рядків роблять рівними 17d.
| Параметри шрифту                                  | Позначення | Відносний розмір | Розміри, мм | Розміри, мм | Розміри, мм | Розміри, мм | Розміри, мм | Розміри, мм | Розміри, мм |
| ------------------------------------------------- | ---------- | ---------------- | ----------- | ----------- | ----------- | ----------- | ----------- | ----------- | ----------- |
| Розмір шрифту — висота великих букв               | h          | (14/14)h         | 2,5         | 3,5         | 5           | 7           | 10          | 14          | 20          |
| Висота малих букв                                 | c          | (10/14)h         | 1,8         | 2,5         | 3,5         | 5           | 7           | 10          | 14          |
| Відстань між буквами                              | a          | (2/14)h          | 0,35        | 0,5         | 0,7         | 1           | 1,4         | 2           | 2,8         |
| Мінімальний крок рядків (висота допоміжної сітки) | b          | (20/14)h         | 3,5         | 5           | 7           | 10          | 14          | 20          | 28          |
| Мінімальна відстань між словами                   | e          | (6/14)h          | 1,05        | 1,5         | 2,1         | 3           | 4,2         | 6           | 8,4         |
| Товщина ліній шрифту                              | d          | (1/14)h          | 0,18        | 0,25        | 0,35        | 0,5         | 0,7         | 1           | 1,4         |

| Параметри шрифту                                  | Позначення | Відносний розмір | Розміри, мм | Розміри, мм | Розміри, мм | Розміри, мм | Розміри, мм | Розміри, мм | Розміри, мм | Розміри, мм |
| ------------------------------------------------- | ---------- | ---------------- | ----------- | ----------- | ----------- | ----------- | ----------- | ----------- | ----------- | ----------- |
| Розмір шрифту — висота великих букв               | h          | (10/10)h         | 1,8         | 2,5         | 3,5         | 5           | 7           | 10          | 14          | 20          |
| Висота малих букв                                 | c          | (7/10)h          | 1,3         | 1,8         | 2,5         | 3,5         | 5           | 7           | 10          | 14          |
| Відстань між буквами                              | a          | (2/10)h          | 0,35        | 0,5         | 0,7         | 1           | 1,4         | 2           | 2,8         | 4           |
| Мінімальний крок рядків (висота допоміжної сітки) | b          | (14/10)h         | 3,1         | 3,5         | 5           | 7           | 10          | 14          | 20          | 28          |
| Мінімальна відстань між словами                   | e          | (6/10)h          | 1,1         | 1,5         | 2,1         | 3           | 4,2         | 6           | 8,4         | 12          |
| Товщина ліній шрифту                              | d          | (1/10)h          | 0,18        | 0,25        | 0,35        | 0,5         | 0,7         | 1           | 1,4         | 2           |

## Нахил

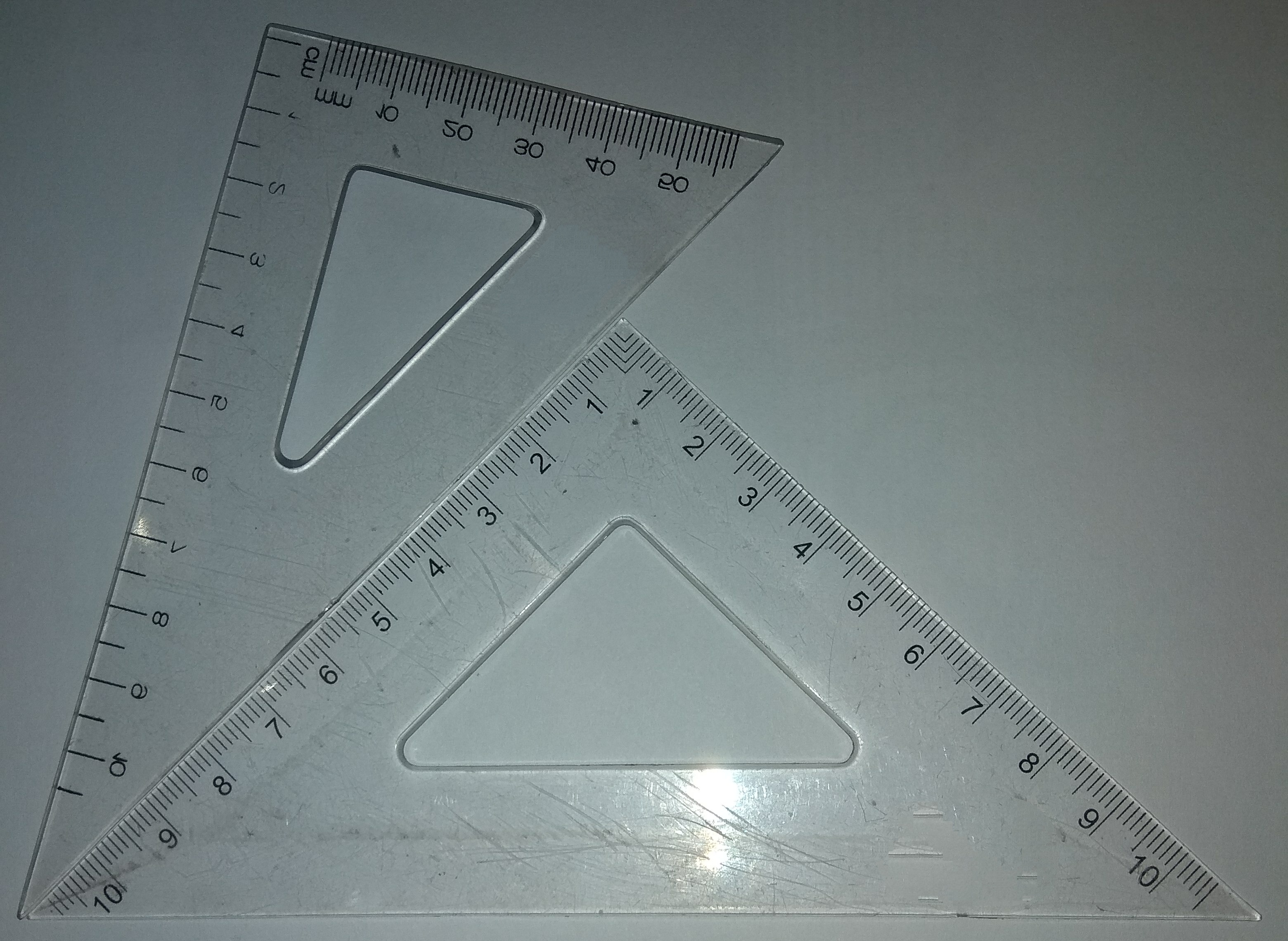
Використання двох трикутників для накреслення сітки під кутом 75°

У кресленнях допускається, як прямий, так і нахилений (нахил складає приблизно 75°) шрифт. Нахил можна накреслити за допомогою двох кутників. Принцип накреслення шрифту при цьому не змінюється, змінюють напрямок тільки вертикальні лінії сітки.

## Рукописна техніка

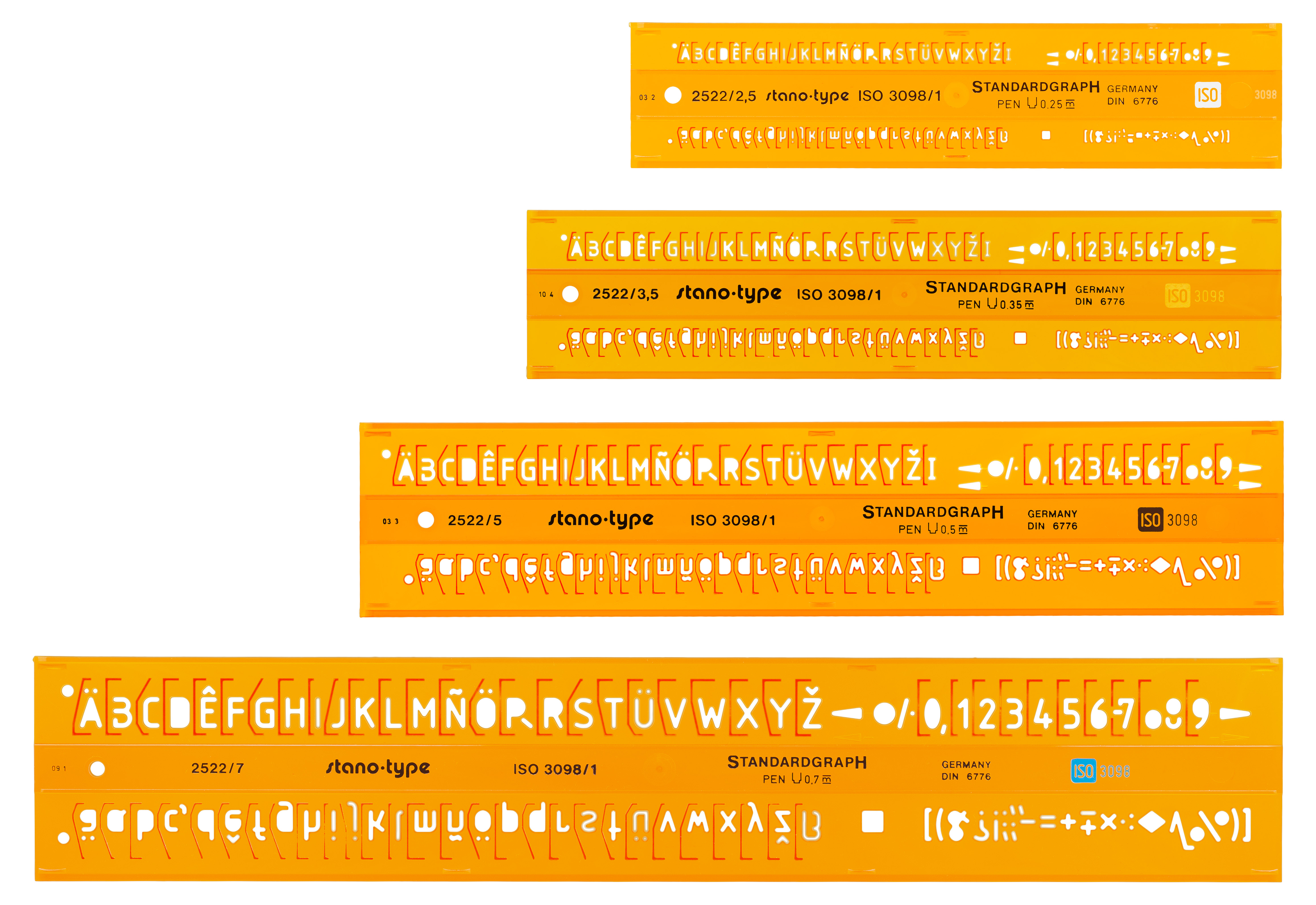
Набір трафаретів для нанесення шрифтів DIN 6776

У тих випадках, коли потрібно зробити напис креслярським шрифтом вручну, проводять верхню і нижню лінію рядка. Для виконання середніх елементів букв Б, В, Е, Н, Р, У, Ч, Ъ, Ы, Я проводять горизонтальну лінію посередині рядка. Для букв З, О, Ф, Ю проводять ще дві горизонтальні лінії, що вказують межу заокруглень.
Існують спеціальні трафарети для швидкого виконання написів.